# И-цзун (династия Тан)
И-цзун (кит. 懿宗; 28 декабря 833 — 15 августа 873) — двадцатый император китайской империи Тан, правивший в 859—873 годах.

## Биография
Родился 28 декабря 833 года в семье Ли И, князя Гуаня, будущего императора Сюань-цзуна. При рождении получил имя Ли Вэнь. После того как его отец в 846 году стал императором, получил титул князя Юна, однако вскоре оказался отстранён от политических дел и большую часть правления Сюань-цзуна провёл взаперти во дворце. Лишь со смертью отца 10 сентября 859 года евнухи ввели его в императорский дворец. Тогда он сменил имя на Ли Цуй, а на следующий день объявлено о вступлении Ли Цуя на императорский престол под именем И-цзун.
Первым его действием как правителя было увольнение министров бывшего императора и замена их собственными фаворитами; при этом большое влияние при дворе получили евнухи. В отличие от отца, И-цзун занимался расточительством: вновь увеличились расходы на содержание императора и его родни. Вместе с тем И-цзун отменил преследование буддизма, и при его поддержке в 868 году был издан буддистский текст «Алмазной сутры».
И-цзуну пришлось вести войны с тибетскими княжествами и государством Наньчжао, война с которым была особенно напряжённой. Войска Наньчжао в 861—862 годах захватили значительные районы современной провинции Гуанси, а также северный Вьетнам, который находился тогда в вассальной зависимости от Китая. В это время войска также отвлекались на подавление крестьянского восстания во главе с Цу Фу. Крестьян удалось разбить довольно быстро, но война с Нанчьжао продолжалась до 868 года, когда китайским войскам удалось вернуть захваченные земли. Однако уже в следующем году в ходе нового наступления войска Наньчжао захватили город Чэнду (территория современной провинции Сычуань).
В конце жизни император всё больше отходил от государственных дел, занимаясь вопросами религии. В 873 году он провёл праздник кости Будды. В тот же году 15 августа скончался.